# Bismillah Khan Mohammadi

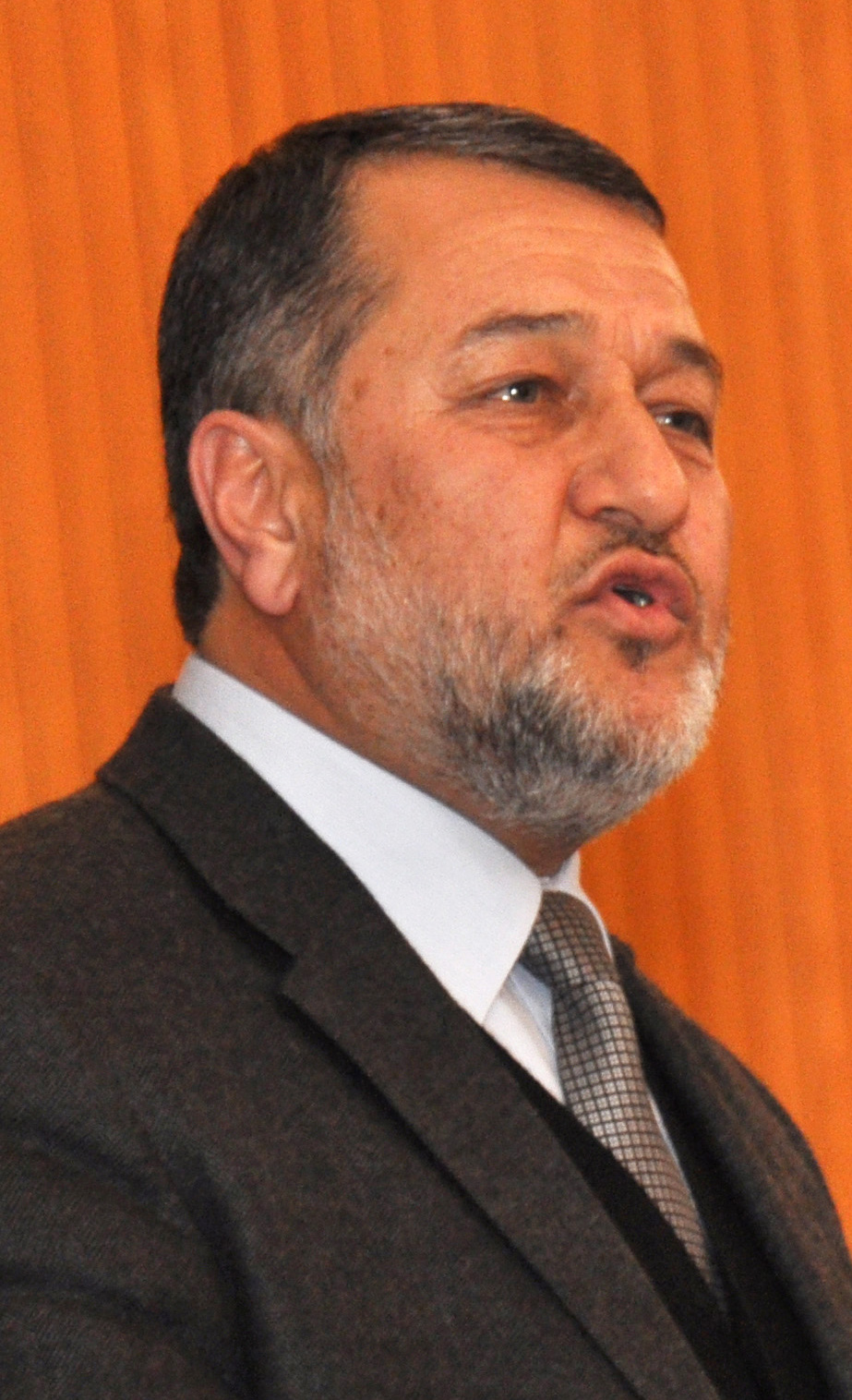
Innenminister Bismillah Khan Mohammadi im Januar 2012

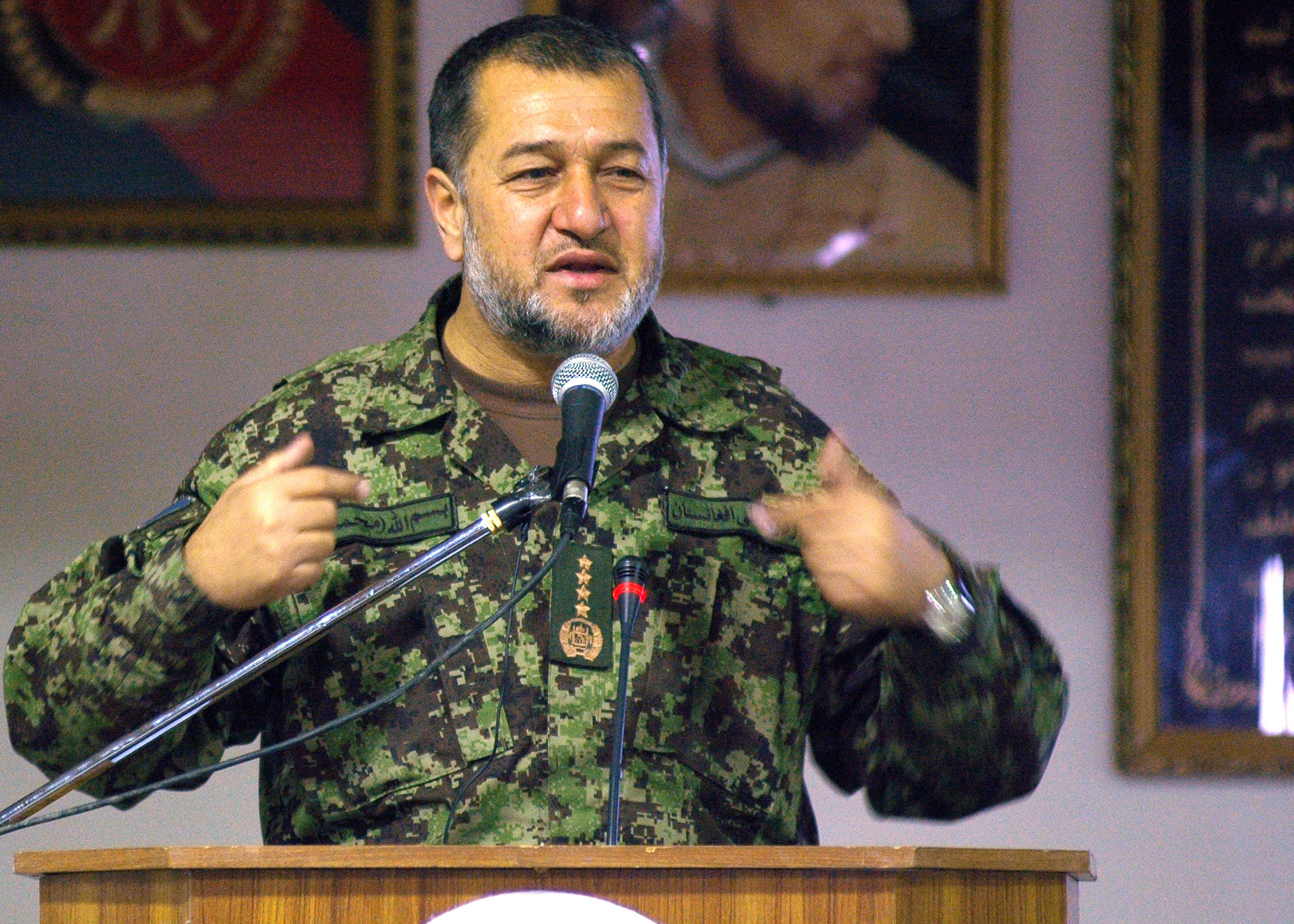
Bismillah Khan Mohammadi im Dezember 2009 als Stabschef

Bismillah Khan Mohammadi, kurz auch Bismillah Khan (* 1961), ist ein afghanischer General und Politiker.

## Werdegang
Vor der Sowjetischen Invasion in Afghanistan war er ein Mitglied der Parcham-Fraktion der Demokratischen Volkspartei Afghanistans. Vor dem Sturz der Taliban im Jahr 2001 war Khan stellvertretender Verteidigungsminister der Nordallianz, erst unter Ahmad Schah Massoud und später Mohammed Fahim. Nachdem Kabul sich unter Kontrolle der Nordallianz befand, wurde er als Befehlshaber der 2000 Mann starken Kabuler Polizeitruppen eingesetzt, zudem wurde er Mitglied der Kabuler Sicherheitskommission. Bismillah Khan ist ethnischer Tadschike und stammt aus dem Panjshir-Tal.
Vom 8. März 2002 bis 6. Januar 2010 war er Generalstabschef der Afghanischen Nationalarmee (ANA) Am 26. Juni 2010 ernannte ihn der afghanische Präsident Hamid Karzai nach dem Rücktritt von Mohammad Hanif Atmar zum Innenminister.
Nach einer verlorenen Vertrauensabstimmung im afghanischen Parlament erklärten Bismillah Khan Mohammadi und Verteidigungsminister Abdul Rahim Wardak Anfang August 2012 ihren Rücktritt vom Ministeramt.
Am 15. September 2012 übernahm Bismillah Khan Mohammadi dann das Amt des Verteidigungsministers, das er bis zum 24. Mai 2015 innehatte. 
Am 19. Juni 2021 wurde er erneut Verteidigungsminister. Nach dem Fall von Kabul beim Vormarsch der Taliban in Afghanistan 2021 im August 2021 begab er sich ins Pandschschir-Tal, wo sich der sogenannte Pandschschir-Widerstand formierte, der von Ahmad Massoud geführt wird. Dort befand sich mit Amrullah Saleh auch der Vizepräsident der Islamischen Republik Afghanistan.